# Liste der Monuments historiques in Plassac (Gironde)
Die Liste der Monuments historiques in Plassac (Gironde) führt die Monuments historiques in der französischen Gemeinde Plassac auf.

## Liste der Bauwerke
| Bezeichnung          | Beschreibung | Standort | Kennzeichnung | Schutzstatus | Datum | Bild           |
| -------------------- | ------------ | -------- | ------------- | ------------ | ----- | -------------- |
| Gallo-römische Villa |              | (Lage)   | PA00083664    | Classé       | 1975  | weitere Bilder |

## Liste der Objekte
- Monuments historiques (Objekte) in Plassac in der Base Palissy des französischen Kultusministeriums